# Władisław Frołow
Władisław Jurjewicz Frołow, ros. Владислав Юрьевич Фролов (ur. 24 lipca 1980 w Tambowie) – rosyjski lekkoatleta, sprinter, wicemistrz Europy w biegu na 400 m (2006) oraz halowych mistrzostw Europy (2007) w sztafecie 4 × 400 m.
W 2016 roku wykryto u Denisa Aleksiejewa, z którym Frołow biegł w sztafecie środki niedozwolone i w konsekwencji odebrano sztafecie rosyjskiej 4 × 400 brązowy medal.

## Sukcesy
| Rok  | Zawody                    | Miasto     | Miejsce | Konkurencja | Czas         |
| ---- | ------------------------- | ---------- | ------- | ----------- | ------------ |
| 2006 | Mistrzostwa Europy        | Göteborg   |         | 400 m       | 45,09 s      |
| 2007 | Halowe mistrzostwa Europy | Birmingham |         | 4 × 400 m   | 3.08,10 min. |
| 2008 | Igrzyska olimpijskie      | Pekin      | DSQ     | 4 × 400 m   | 2.58,06 min. |

## Rekordy życiowe
- 400 m – 45,09 (2006)